# Skollärare John Chronschoughs memoarer

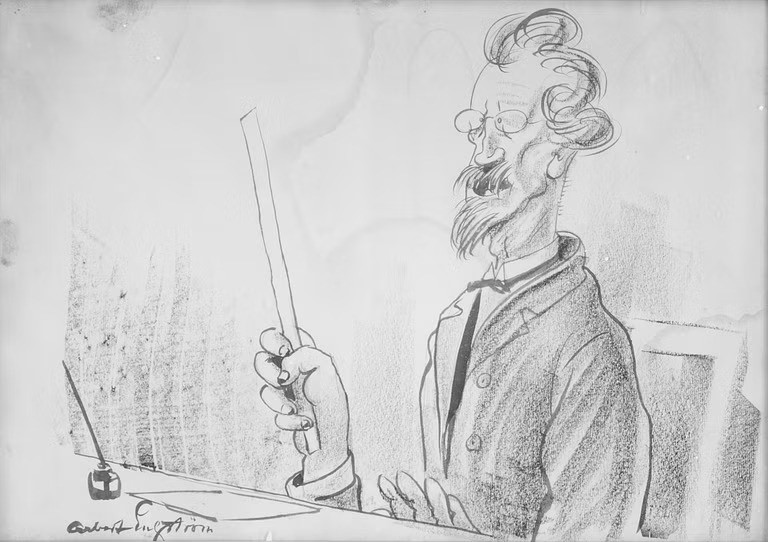
Chronschough i Västergötland undervisar: - Ö-ljudet stafvas mäd ö i alla ord utom i körka och böxer, de där stafvas mäd y. Karikatyr av Albert Engström i Strix 1919:39.

Skollärare John Chronschoughs memoarer är en roman av August Bondeson som utspelar sig under andra hälften av 1800-talet då folkbildningen i Sverige ännu var i sin linda.
Bokens huvudperson är ende sonen till ett småbrukarpar där fadern dött tidigt. Han växer upp tillsammans med sin mor som håller honom mycket högt och skämmer bort honom. Chronschough är en av de första statligt utbildade folkskollärarna, och överfylld av en okritisk vördnad och beundran för alla former av auktoriteter. Mot dem som Chronschough upplever som okunniga eller "olärda" är han en besserwisser och översittare.
Namnet är en indikation på vem Chronschough vill vara: hans ursprungliga namn är Johannes Persson, men för att skilja sig från mängden ändrar han under seminarietiden till Kronskog, skrivet Chronschough för att se finare ut. "Chronschough" har blivit ett annat tillmäle för halvbildad besserwisser, men gav också förr det skämtsamma namnet "Chronschougharna" till Allmänna Folkskollärareföreningen.
Boken utkom med sin första del, Skollärare John Chronschoughs memoarer från uppväksttiden och seminarieåren 1897, och den andra delen, Från hans första lärartid, 1904. En tredje del ingick i Bondesons planer, men kunde inte slutföras på grund av författarens sjukdom och död.